# 蒸気圧縮冷凍サイクル
蒸気圧縮冷凍サイクル（じょうきあっしゅくれいとうサイクル）は、一般に用いられている冷凍機のサイクルであり、液体が蒸発気化する際に周囲から熱を奪う現象を利用した冷凍機の熱力学サイクルのひとつである。逆ランキンサイクルと称されることもある。圧縮は通常1段であるが、圧力比が高くなる場合などでは多段圧縮とする。
気体の冷媒を圧縮機で圧縮して昇温し、凝縮器で放熱凝縮して液体とし、膨張弁で減圧膨張させて一部の液を蒸発させ、蒸発器で残りの液を蒸発気化させて、周りから熱を奪い取る。気化した冷媒は圧縮機で再度圧縮されて、サイクルを繰り返す。
膨張弁（絞り弁または毛細管）に代えて容積式またはタービン式の膨張機を用いて、一部の動力を回収するサイクルも可能であるが、液を多量に含む冷媒の膨張機は破損しやすく、効率も低いため、膨張弁を用いるのがほとんどである。
冷凍(冷房)機では蒸発器での吸熱を利用するが、同じサイクルで凝縮器での放熱を加熱用途に利用すれば、ヒートポンプとして動作する。
蒸気圧縮冷凍サイクルは、多くの商工業用冷凍設備として用いられるほか、家庭用のほとんどの冷蔵庫、冷暖房機で用いられている。

## サイクルの基本動作

図1.蒸気圧縮冷凍機の構成
図2.蒸気圧縮冷凍サイクルの P-v 線図

このサイクルを用いる冷凍機は、図1のように圧縮機、凝縮器、膨張弁および蒸発器で構成され、この順に循環する。圧縮機-凝縮器の間に油分離器、凝縮器-膨張弁間に受液器（アンモニア冷凍機の場合は液溜め）などの補助機器が入る場合もある。
この間の冷媒の状態変化を単純化して下表および P-v 線図上（図2）に示す。
|     | 装置   | 理想化した状態変化             |
| --- | ------ | ------------------------------ |
| 1→2 | 圧縮機 | 断熱（等エントロピー）圧縮     |
| 2→3 | 凝縮器 | 等圧冷却（凝縮）               |
| 3→4 | 膨張弁 | 断熱絞り（等エンタルピー膨張） |
| 4→1 | 蒸発器 | 等圧加熱（蒸発）               |

圧縮機入口1は飽和蒸気（または過熱蒸気）であり、圧縮機出口2は過熱蒸気となる（フロン系冷媒では過熱度は小さい）。凝縮器では、飽和液（またはサブクール液）3まで冷却される。膨張弁はニードル弁形の自動膨張弁か、簡単なものでは毛細管であり、不可逆の絞り変化を行い、減圧により一部の液が蒸発して温度が低下し、湿り蒸気（図の例ではかわき度 38.3 %）となる。蒸発器で残りの液が蒸発して周りから吸熱し、圧縮機入口へ戻る。
以上のサイクルを T-s 線図および P-h 線図に描きなおしたものを下図に示す。

図3.蒸気圧縮冷凍サイクルの T-s 線図
図4.蒸気圧縮冷凍サイクルの P-h 線図

圧力比（凝縮器圧力と蒸発器圧力の比）が7程度以下であれば、上記のような1段圧縮のサイクルが用いられるが、それ以上の圧力比では多段圧縮サイクル（各圧力比は5程度以下）とする。多段の場合は、所要動力を節約するために圧縮機中間冷却、多段絞り等の種々の工夫したサイクルが用いられる。

### 冷凍効果、冷凍能力、所要動力および成績係数
冷媒単位質量あたりの熱および仕事の出入りは、各状態の比エンタルピー h を用いて下表のように求まる。膨張弁ではエンタルピー変化がないため、h3 = h4 であることに注意。
|     | 装置         | 熱の出入り                        | 仕事                          |
| --- | ------------ | --------------------------------- | ----------------------------- |
| 1→2 | 圧縮機       | {\displaystyle 0}                 | {\displaystyle w=h_{2}-h_{1}} |
| 2→3 | 凝縮器(放熱) | {\displaystyle q_{h}=h_{2}-h_{3}} | {\displaystyle 0}             |
| 3→4 | 膨張弁       | {\displaystyle 0}                 | {\displaystyle 0}             |
| 4→1 | 蒸発器(吸熱) | {\displaystyle q_{c}=h_{1}-h_{3}} | {\displaystyle 0}             |

冷凍機では qc が冷凍効果（冷媒単位質量あたり低温から受け取る熱量）であり、冷媒循環量を G (kg/s) とすると、冷凍（冷房）能力 Q (kJ/s = kW)および所要動力 W は
{\displaystyle {\begin{aligned}&Q=Gq_{c}=G(h_{1}-h_{3})\\&W=Gw=G(h_{2}-h_{1})\end{aligned}}}
となる。
成績係数（動作係数）COP は両者の比として次式となる。
{\displaystyle \mathrm {(COP)_{R}} ={\frac {q_{c}}{w}}={\frac {h_{1}-h_{3}}{h_{2}-h_{1}}}}
加熱用途のヒートポンプとして用いた場合には、加熱（暖房）能力 Q および成績係数は
{\displaystyle {\begin{aligned}&Q=Gq_{h}=G(h_{2}-h_{3})\\&{\begin{aligned}\mathrm {(COP)_{H}} &={\frac {q_{h}}{w}}={\frac {h_{2}-h_{3}}{h_{2}-h_{1}}}\\&=\mathrm {(COP)_{R}} +1>1\end{aligned}}\end{aligned}}}
となる。

### 実際の蒸気圧縮冷凍サイクル

図5.実際の蒸気圧縮冷凍サイクル

前記のサイクルでは流路まさつその他の影響を無視し、絞り変化以外は可逆変化と考えているが、実際のサイクルの P-h 線図は右図のようになる。
1. 蒸発器出口では飽和蒸気を越えて、冷凍庫内温度（ヒートポンプでは外界温度）に引きずられて、少し過熱蒸気となる。これは冷凍効果の増加につながるので、好都合である。
2. 凝縮器出口では飽和液を越えて、外界温度（ヒートポンプでは加熱温度）に引きずられて、少しサブクール液となる（過冷却）。これも冷凍効果の増加につながる。
3. 蒸発器、凝縮器や途中の配管で管まさつ等の抵抗により圧力降下が生じる。これは所要動力の増加と運転費の増加につながるが、配管径を太くすれば設備費の増加につながる。
4. 圧縮機では等エントロピーとはならず、粘性まさつの影響で低温域でエントロピーが増加し、出口付近で放熱が生じてエントロピーが減少する。

なお、これらの変更を伴っても、外部への放熱（入熱）を除けば、前項の計算式はそのまま使うことができる。

## 液－ガス熱交換器付きサイクル

図6.液－ガス熱交換器付きサイクルの構成
図7.液－ガス熱交換器付きサイクルの P-h 線図

主に冷凍機の運転円滑化を目的として、図6のように凝縮器（または受液器）出口の冷媒液と蒸発器出口の冷媒ガスを熱交換器を介して熱交換する場合がある。これにより図7のように、膨張弁に入る冷媒液は3からさらに過冷却されて3'となり、圧縮機に入る冷媒ガスは1からさらに過熱されて1'となる。熱交換器での放熱が無視できれば、h1' - h1 = h3 - h3' となっている。
この場合、冷媒単位体積あたりの冷凍能力（冷凍効果）、所要動力、成績係数等は次式となる。
{\displaystyle q_{c}=h_{1}-h_{3'},~w=h_{2}-h_{1'},~\mathrm {(COP)_{R}} ={\frac {h_{1}-h_{3'}}{h_{2}-h_{1'}}}}
液-ガス熱交換器を用いることにより、以下のメリットが生じる。
1. 圧縮機に送られる冷媒を過熱度が大きくなることにより、運転条件が変わっても湿り圧縮や液圧縮となるのを防止することができる。
2. 蒸発器に送られる冷媒液の過冷却度が大きくなることにより、途中の液配管内のフラッシュガス発生を防止できる。これにより、前項と合わせて、冷凍機の運転がより円滑になる。
3. 前記過冷却の増加に伴い冷凍効果 qc が増加することにより、成績係数が向上することが期待できる。

一般に、過冷却の増加は成績係数の向上につながる。しかし、この場合は同時に圧縮機に入る冷媒ガスの比体積が増加することにより、圧縮機の所要動力も増加するため、メリットが相殺される場合も多い。また アンモニア、R22 等の冷媒では、圧縮機出口の冷媒温度が高くなり過ぎる場合があるので、注意を要する。

## 膨張機サイクル
絞り変化を行う膨張弁の代わりに容積式またはタービン式の膨張機（理想的には等エントロピー膨張）を用いれば、原理的には減圧に合わせて動力の回収を行うことができる。膨張機で回収された動力分だけ成績係数が向上する。しかし、フロン類等の通常の冷媒を用いる場合、回収できる動力の割合が小さく、効率も低いため、実際にはほとんど用いられていない。
一方近年、地球温暖化への影響の点で、フロン類に代わる自然冷媒として二酸化炭素が注目され、これを用いた冷凍サイクルも使用され始めている。この場合は臨界点（CO2で7.38 MPa, 31.1 ℃）を超えた超臨界圧サイクルとなるため、膨張機による動力回収を行えば、成績係数を大幅に向上させることも可能とされている。

## 圧縮機吐き出しガスバイパス
容量制御機構を持たない圧縮機において、圧縮機吐出しガスをホットガスバイパス弁で膨張弁出口にバイパスさせ容量制御を行うことがある。バイパスガスを余分に圧縮しなければならないので成績係数は低下する。

## 液噴射で圧縮機吸込み蒸気を冷却するサイクル
圧縮機流入蒸気の過熱度が大きすぎ吐出しガスの温度が高すぎる場合、受液器から調節弁での液噴射で、圧縮機吸込み蒸気の過熱度を低下させることがある。噴射液の割合分だけ成績係数は低下する。

## エジェクタサイクル
エジェクタサイクルは、凝縮器出口の冷媒液を絞り弁で減圧する代わりにエジェクタに導き、エジェクタで生じた負圧で蒸発器を出た蒸気を吸引し、圧力回収と気液分離とを行って圧縮機に送り込むサイクルである。このサイクルの概念は以前から存在していたが、低かわき度湿り蒸気のエジェクタが非効率的であったため、実用にはなっていなかった。
2003年6月に日本のデンソーが世界ではじめて、高効率のエジェクタサイクル冷凍機の開発に成功した。エジェクタサイクル冷凍機の構成とエジェクタ部の詳細を下図に示す。

図8.エジェクタサイクル冷凍機の構成
図9.エジェクタ部の詳細

サイクルの動作は以下のようになる（図8、9の番号に対応）。
(6g → 1) :圧縮機(Compressor)で冷媒蒸気を圧縮する。
(1 → 2) :油分離器(Oil Separator)で混入潤滑油を分離し、凝縮器(Condenser)で放熱・冷却して、受液器（図略）で一旦液を溜めておく。
(2 → 3) :エジェクタ(Ejector)のノズル(Nozzle, ラバール・ノズル)で断熱膨張させて、エンタルピー（圧力）を速度エネルギーに変換する（図9)。
(3, 9 → 4) :ノズルで生じた低圧で、蒸発器(Evaporator)を出た冷媒蒸気を吸込み部(Suction Flow)から吸引する。
(4 → 5) :混合部(Mixing Section)で両方の冷媒を混合する。
(5 → 6) :ディフュザ(Diffuser)でさらに減速・昇圧する。
(6 → 6g, 6_l) :気液分離器（Accumulator, 蓄圧器）で気体と液体を分離する。
(6l → 7) :分離した冷媒飽和液を膨張弁(Expansion Valve)で絞り膨張する。
(7 → 8) :蒸発器で周囲から吸熱する。
(8 → 9) :蒸発器を出た冷媒は、エジェクタで生じた低圧に引かれて混合部へ吸引される。
このサイクルでは、冷媒の膨張と圧縮が2段階で行われている（ノズルによる膨張と絞り弁による膨張、およびディフューザによる圧縮と圧縮機による圧縮）。このうちノズルによる膨張は理想的には等エントロピー膨張であり、得られる力学的仕事は速度エネルギーとなっている。この速度エネルギーをディフューザに用いて冷媒の低圧側の圧縮を行っていることになる。
ノズルでは低かわき度二相流となり、液滴（液塊）と蒸気が混在しているため、普通のノズルでは気液の速度差が甚大となって渦を生じ、速度エネルギーが粘性により散逸消失してしまう。これをデンソーは、ノズルでの膨張を2段階に分けて行うことにより液滴の微細化を実現した。さらに混合部、ディフューザ部の形状最適化を行い、高効率なエジェクタ開発に成功した。このエジェクタサイクルを膨張弁サイクルと比較すると、次のような特長がある。
- ノズル・ディフューザで動力回収が行われるため圧縮機の動力が低減できる（2段圧縮2段膨張サイクルに損失のない膨張機を用いて、その動力で低圧側の圧縮機を駆動したのに相当する）。
- 気液分離が行われるため圧縮機での液圧縮を防止できる。
- 膨張機に比べて極めて単純な構造である。
- 同一条件での成績係数が、膨張弁サイクルに比べて約 50% 向上する[6]。

## ローレンツサイクル

図10.R407C/D の気液平衡図

冷凍機に冷媒番号400番台の非共沸混合冷媒を使用する場合、等圧での蒸発・凝縮の間に冷媒温度が上昇または下降する。このように蒸発・凝縮時に温度変化（「温度すべり」）を伴う冷凍サイクルをローレンツサイクルという。用途によっては、この特性をうまく利用すれば、「温度一定の逆カルノーサイクル以上の成績係数を達成できる」として注目されている。
図10に R32/R125/R134a の三元混合物である R407 系冷媒の標準大気圧での気液平衡図を示す。図の左端は R32/R125 の質量比 50:50 の非共沸混合物の R410A で、右端は単一成分の R134a であり、図は R410A と R134a の混合物の気液平衡図となっている。R410A の標準大気圧での気液平衡温度は -51.37 から -51.46 ℃ であり、非共沸混合物であるが、温度すべりは極めて小さい。図のR134a を70 % 含む混合冷媒は R407D (R32/125/134a = 15/15/70 wt) であり、R134a を 52 % 含む混合冷媒はほぼ R407C (R32/125/134a = 23/25/52 wt) に相当する。R410A の大気圧での温度すべりが 0.09 ℃ であるのに対して、R407C および R407D のそれは、6.98 および 6.59 ℃ と、かなり大きな値となるのが特徴である。
大きな温度すべりを伴う R407C を冷媒とした単純冷凍サイクルの P-h線図、T-s 線図を図11、12に示す。凝縮圧力は 1.6 MPa、蒸発圧力は 0.6 MPaである。P-h 線図の形には何の変化も現れないが、T-s 線図では蒸発器での吸熱時に温度が徐々に上昇し、凝縮器での放熱時に温度が徐々に低下する。この温度すべりは、従来はデメリットと考えられていたが、これをうまく活用することができる。

図11.ローレンツサイクルの P-h 線図
図12.ローレンツサイクルの T-s 線図

このローレンツサイクルを用いて、冷水(Chilled Water)から熱を取り、温水(Hot Water)を加熱するヒートポンプを考える。冷水および温水自身も熱交換に伴って温度が変化するので、蒸発器と凝縮器のそれぞれに向流形の熱交換器を用いて流量等の条件を適当に選べば、ほぼ一定の温度差で効率よく熱交換することが可能となる（図12の赤い破線）。このサイクルを用いた製品も市販されている。

## 多段圧縮サイクル
冷凍温度が低くなり圧縮機の圧力比が大きくなると、
1. 圧縮機の容積効率が低下し、冷媒循環量が減少する。
2. 圧縮後の冷媒温度が高くなり、所要動力が増加すると共に、潤滑油の劣化や冷媒の変質をきたす。

等の弊害が生じる。これを防ぐために2段圧縮として、中間冷却を行う。これにより所要動力も低減し、成績係数の向上にもつながる。
低圧・高圧圧縮機の中間圧力を安定させるために、いくつかの方法が取られるが、代表的な方法を以下に示す。

### 2段圧縮1段膨張サイクル

図13.2段圧縮1段膨張サイクルの構成
図14.2段圧縮1段膨張サイクルの P-h 線図

図13に示すように、低圧圧縮機を出た冷媒過熱蒸気を中間冷却器に入れ、そこへ、凝縮器（または受液器）を出た冷媒の一部を補助膨張弁を通して導く。中間冷却器上部の冷媒飽和蒸気を高圧圧縮機で圧縮して循環させる。中間冷却器の液面が所定の値になるように、補助膨張弁の開度を制御する。凝縮器を出た冷媒液の残りは中間冷却器内の冷却管を介して熱交換してサブクール液とし、主膨張弁で目的の圧力まで膨張させて蒸発器へ導く。
P-h 線図は図14のようになる（過冷却、過熱は省略）。蒸発器を流れる冷媒 1 kg に対して補助膨張弁を流れる冷媒量を m (kg) とすると、高圧圧縮機、凝縮器を流れる冷媒は (1 + m) kg となっている。
蒸発器流量 1 kg あたりの冷凍効果
{\displaystyle q_{c}=h_{1}-h_{8}=h_{1}-h_{7}}
蒸発器流量 1 kg あたりの圧縮機所要仕事は
{\displaystyle w=h_{2}-h_{1}+(1+m)(h_{4}-h_{3})}
中間冷却器の熱量収支より
{\displaystyle h_{2}+mh_{6}+h_{5}=(1+m)h_{3}+h_{7}}
h5 = h6 に注意して、
{\displaystyle 1+m={\frac {h_{2}-h_{7}}{h_{3}-h_{5}}}}
したがって成績係数は
{\displaystyle {\begin{aligned}\mathrm {(COP)_{R}} &={\frac {q_{c}}{w}}={\frac {h_{1}-h_{7}}{h_{2}-h_{1}+{\frac {h_{2}-h_{7}}{h_{3}-h_{5}}}(h_{4}-h_{3})}}\\&={\frac {(h_{3}-h_{5})(h_{1}-h_{7})}{(h_{3}-h_{5})(h_{2}-h_{1})+(h_{2}-h_{7})(h_{4}-h_{3})}}\end{aligned}}}
となる。

### 2段圧縮2段膨張サイクル

図15.2段圧縮2段膨張サイクルの構成
図16.2段圧縮2段膨張サイクルの P-h 線図

図15のように、凝縮器を出た冷媒液の全量を第1膨張弁を通して、中間冷却器へ入れ、中間冷却器の上部の冷媒飽和蒸気を高圧圧縮機へ、下部の冷媒飽和液を第2膨張弁へ導く。中間冷却機の液面が所定の値になるように、二つの膨張弁を制御する。蒸発器を流れる冷媒 1 kg に対して、中間冷却器では、低圧圧縮機を通った冷媒 1 kg に、第1膨張弁を通った冷媒の一部 m (kg) が加わり、(1 + m) kg が高圧圧縮機、凝縮器を流れることになる。P-h 線図は図 16 のようになる（過冷却、過熱は省略）。
蒸発器流量 1 kg あたりの冷凍効果
{\displaystyle q_{c}=h_{1}-h_{8}=h_{1}-h_{7}}
蒸発器流量 1 kg あたりの圧縮機所要仕事は
{\displaystyle w=h_{2}-h_{1}+(1+m)(h_{4}-h_{3})}
中間冷却器の熱量収支より
{\displaystyle h_{2}+(1+m)h_{6}=(1+m)h_{3}+h_{7}}
h5 = h6 と置き換えて、
{\displaystyle 1+m={\frac {h_{2}-h_{7}}{h_{3}-h_{5}}}}
したがって成績係数は
{\displaystyle {\begin{aligned}\mathrm {(COP)_{R}} &={\frac {q_{c}}{w}}={\frac {h_{1}-h_{7}}{h_{2}-h_{1}+{\frac {h_{2}-h_{7}}{h_{3}-h_{5}}}(h_{4}-h_{3})}}\\&={\frac {(h_{3}-h_{5})(h_{1}-h_{7})}{(h_{3}-h_{5})(h_{2}-h_{1})+(h_{2}-h_{7})(h_{4}-h_{3})}}\end{aligned}}}
となる。